# Schizomyia villebrunneae
Schizomyia villebrunneae är en tvåvingeart som beskrevs av Ephraim Porter Felt 1921. Schizomyia villebrunneae ingår i släktet Schizomyia och familjen gallmyggor. Inga underarter finns listade i Catalogue of Life.